# Fontanospora fusiramosa
Fontanospora fusiramosa är en svampart som beskrevs av Marvanová, Peter J. Fisher & Descals 1997. Fontanospora fusiramosa ingår i släktet Fontanospora, divisionen sporsäcksvampar och riket svampar.   Inga underarter finns listade i Catalogue of Life.